# The Exchange Session Vol. 1
The Exchange Session Vol. 1 es un álbum de estudio de Kieran Hebden y Steve Reid, grabado en un día en el The Exchange Mastering Studios en Londres. El álbum no contiene doblaje ni edición. 

## Lista de canciones
1. "Morning Prayer" – 6:38
2. "Soul Oscillations" – 14:19
3. "Electricity and Drum Will Change Your Mind" – 15:45